# VN-Migratiepact
Het VN-Migratiepact (Global Compact for Safe, Orderly and Regular Migration, GCM), of de Internationale Overeenkomst voor Veilige, Ordelijke en Reguliere Migratie, ook wel het "Pact van Marrakesh" genoemd, is een intentieverklaring, onderhandeld onder auspiciën van de Verenigde Naties, dat alle aspecten van internationale migratie beoogt te omvatten op een holistische en alomvattende manier. Het pact is op 19 december 2018 formeel bekrachtigd door de Algemene Vergadering van de Verenigde Naties. Aangezien het pact geen internationaal verdrag is, zal het niet-bindend zijn in het kader van het internationaal recht.

## Achtergrond
In september 2016 gaf de Algemene Vergadering van de Verenigde Naties met de Verklaring van New York (New York Declaration for Refugees and Migrants) de aanzet tot de onderhandelingen, die in april 2017 werden aangevat, en op 13 juli 2018 resulteerden in een finaal ontwerp, dat op 10-11 december 2018 ter ondertekening wordt voorgelegd op een intergouvernementele conferentie in Marrakesh (vandaar de benaming “Marrakesh-akkoord”).
Het VN-Migratiepact is de allereerste mondiale VN-overeenkomst voor een gemeenschappelijke aanpak van internationale migratie in al zijn dimensies. Het is niet juridisch bindend (en daarom ook in het Engels een “compact” genoemd). De basisprincipes zijn staatssoevereiniteit, internationaal gedeelde verantwoordelijkheid, non-discriminatie en mensenrechten. Het stelt dat internationale samenwerking nodig is om de "intrinsieke voordelen van migratie" te optimaliseren, met oog voor de risico's en uitdagingen voor individuen en gemeenschappen in landen van oorsprong, doorvoer en bestemming van deze migratie.
Er is kritiek vanuit de westerse wereld op dit pact. Meer en meer landen, de zogenaamde 'ontvangende landen' − landen die vooral immigratie kennen - stonden er steeds kritischer tegenover naarmate de bijeenkomst in Marrakesh naderde. Zo werd bij het tekenen beloofd dat de richtlijnen van het pact zouden worden toegepast.
In België begon de oppositiepartij Vlaams Belang een petitie tegen het pact. Er werden meer dan 150.000 handtekeningen binnengehaald. Het feit dat men alsnog besloot het pact te ondertekenen, leidde op 8 en 9 december 2018 tot de val van de regering-Michel I toen de N-VA uit de coalitie stapte. Hierna werd een doorstart gemaakt zonder de N-VA.
Het pact wordt vaak in één adem genoemd met het VN-Vluchtelingenpact: beide zijn niet-bindend, en een gevolg van de Verklaring van New York uit 2016. Alleen het toepassingsgebied verschilt: vluchtelingen versus migranten.

## Onderhandelingen
Het verdrag werd in 2017-2018 voorbereid door de Zwitserse VN-ambassadeur Jürg Lauber, de Mexicaanse ambassadeur Juan José Gómez Camacho en de speciale vertegenwoordiger voor internationale migratie Louise Arbour.
Zij is van oordeel “dat sommige landen gastvrijer moeten zijn, onder andere om hun arbeidstekort op te vangen, terwijl andere landen voor hun eigen ontwikkeling behoefte zullen hebben om een deel van hun arbeidskrachten te exporteren.”
Het verdrag wordt een “evenwichtig akkoord” genoemd, mede omdat de finale tekst afgezwakt werd ten opzichte van eerdere ontwerpen. Zo werd een principe als non-refoulement, het recht om niet teruggestuurd te worden naar gevaarlijke landen, in de tekst geschrapt.
De ontwerptekst van het pact werd uiteindelijk op 10 december 2018 aangenomen tijdens een conferentie in Marrakech waarop 165 VN-leden waren vertegenwoordigd. De officiële bekrachtiging volgde op 19 december 2018 in New York, tijdens een zitting van de Algemene Vergadering van de VN. 152 landen stemden voor, vijf landen stemden tegen: de Verenigde Staten, Hongarije, Tsjechië, Polen en Israël. Twaalf landen onthielden zich, waaronder de EU-lidstaten Oostenrijk, Bulgarije, Italië, Letland en Roemenië. Slowakije nam niet deel aan de stemming. Meer dan 50 delegaties, waaronder België, Nederland en Denemarken, verduidelijkten hun standpunt met een “interpretatieve nota”. Uiteindelijk werd het pact door negen EU-lidstaten niet onderschreven. Ondanks de val van de regering stemde België voor, omdat dit beschouwd werd als “beslist beleid”.

## Inhoud
Het ontwerpverdrag opent met een verwijzing naar de Universele Verklaring van de Rechten van de Mens en een hele reeks andere toepasselijke of verwante verdragen en afspraken, veelal binnen het kader van de Verenigde Naties.
De afspraken binnen dit pact steunen op de Verklaring van New York uit 2016. Concreet worden dan 23 doelstellingen geformuleerd, gaande van het verzamelen en uitwisselen van objectieve gegevens als steun voor een evidence-based beleid, over een humanitaire aanpak en bescherming van rechten, het bestrijden van mensensmokkel, een veilig en gecoördineerd grenzenbeleid tot een menselijk terugkeerbeleid.
Voorts wordt een kennis- en ervaringsplatform opgericht, meer bepaald binnen de Internationale Organisatie voor Migratie, en wordt de secretaris-generaal verzocht tweejaarlijks verslag uit te brengen aan de Algemene Vergadering van de VN.
De 23 doelstellingen luiden samengevat als volgt:
1. Verbeterde verzameling van gegevens over migratie, onder leiding van de Commissie voor de Statistiek van de Verenigde Naties. Uitbreiden van regionale centra voor onderzoek en opleiding over waarnemingscentra voor migratie, zoals het Afrikaanse observatorium voor migratie en ontwikkeling.
2. Bestrijding van de structurele factoren die mensen dwingen hun land van herkomst te verlaten:
Bevordering van de uitvoering van de Agenda 2030 voor duurzame ontwikkeling en investering in programma's die de realisatie van de Duurzameontwikkelingsdoelstellingen versnellen, onder meer door:
- armoedebestrijding,
- voedselzekerheid,
- gezondheid en hygiëne,
- onderwijs,
- inclusieve economische groei,
- infrastructuur,
- stedelijke en plattelandsontwikkeling,
- werkgelegenheidscreatie,
- waardig werk,
- gendergelijkheid en empowerment van vrouwen en meisjes,
- vermindering van risico’s op rampen,
- aanpak van klimaatverandering,
- aanpak van de sociaal-economische gevolgen van alle vormen van geweld,
- non-discriminatie,
- de rechtsstaat en goed bestuur,
- toegang tot de rechter en bescherming van de mensenrechten,
- het creëren en handhaven van vreedzame en inclusieve samenlevingen met effectieve, verantwoordelijke en transparante instellingen.

Mechanismen opzetten om de ontwikkeling van risico's die migratiebewegingen kunnen veroorzaken te beïnvloeden, zoals natuurrampen. Het opzetten van systemen voor vroegtijdige waarschuwing, noodprocedures en toolkits. Investeren in duurzame ontwikkeling op lokaal en nationaal niveau in alle regio's. Bevordering van ondernemerschap, onderwijs, beroepsopleiding, met het oog op het verminderen van de jeugdwerkloosheid, het vermijden van braindrain en het optimaliseren van kennisontwikkeling in de landen van herkomst.
3. Openbare informatie over wetgeving en procedures voor migranten:
Elk land moet een openbare website hebben met informatie over migratieopties:
- immigratiewetgeving en -beleid,
- visumvereisten,
- vereisten voor arbeidsvergunningen,
- beroepskwalificatieeisen,
- opleidingsmogelijkheden,
- kosten en voorwaarden voor levensonderhoud.

Er moeten informatiepunten komen op de belangrijkste migratieroutes die migranten kunnen informeren over kindgevoelige en gendergevoelige ondersteuning en counseling, mogelijkheden bieden om te communiceren met consulaire vertegenwoordigers van het land van herkomst en informatie beschikbaar stellen, waaronder over mensenrechten en fundamentele vrijheden, passende bescherming en bijstand, opties en trajecten voor reguliere migratie, en mogelijkheden voor terugkeer, in een taal die de betrokken persoon begrijpt.
Geef nieuw aangekomen migranten gerichte, gendergevoelige, kindgevoelige, uitgebreide informatie en juridische richtlijnen over hun rechten en plichten, inclusief:
- informatie over de naleving van nationale en lokale wetgeving,
- het verkrijgen van werk- en verblijfsvergunningen,
- statusaanpassingen,
- registratie bij autoriteiten,
- toegang tot de rechter om klachten in te dienen over schendingen van rechten,
- toegang tot basisvoorzieningen.

4. Alle migranten moeten kunnen beschikken over een legitimatiebewijs en voldoende documentatie, zodat de autoriteiten bij binnenkomst, verblijf en terugkeer de identiteit van een migrant kunnen vaststellen om te zorgen voor effectieve migratieprocedures en efficiënte dienstverlening.
5. Vergemakkelijken van reguliere migratie en arbeidsmobiliteit:
- Standaardiseren van arbeidsmobiliteitsovereenkomsten.
- Bevorderen van visumvrij verkeer, standaardisering van visumaanvragen e.d.
- Vergemakkelijking van visumaanvragen bij humanitaire rampen, o.a. door particuliere sponsoring, toegang tot onderwijs voor kinderen en tijdelijke werkvergunningen.

Samenwerken om oplossingen te vinden voor migranten die gedwongen zijn hun land van herkomst te verlaten als gevolg van klimaatverandering en aantasting van het milieu, zoals woestijnvorming, erosie, droogte en zeespiegelstijging, onder andere door geplande herplaatsing en visumopties, in gevallen waarin terugkeer naar hun land van herkomst daardoor niet mogelijk is.
6. Bestrijding van uitbuiting van werkende migranten, waaronder:
- een verbod op het in rekening brengen van wervingskosten,
- schriftelijke contracten in een taal die de migrant begrijpt,
- strafbaarstelling van kinderarbeid en dwangarbeid,
- migranten moeten dezelfde werknemersbescherming hebben als andere werknemers,
- zorgen dat zwart werkende migranten veilige toegang hebben tot effectieve meldings- en klachtenprocedures in gevallen van uitbuiting,
- speciale bescherming voor vrouwen die huishoudelijk werk doen, gericht op bestrijding van uitbuiting en (seksueel) misbruik.

7. Speciale aandacht voor de kwetsbaarheid van migranten, waaronder:
- vrouwen en (alleenreizende) kinderen,
- leden van etnische of religieuze minderheden,
- slachtoffers van geweld,
- ouderen,
- gehandicapten,
- huispersoneel,
- inheemse volkeren,
- slachtoffers van mensenhandel en -smokkel, waaronder hulp, gezondheidszorg, psychologische zorg, advies, en rechtshulp.

Garanderen dat migranten toegang hebben tot openbare of betaalbare onafhankelijke juridische bijstand, ook tijdens elke gerelateerde gerechtelijke of administratieve hoorzitting, om te waarborgen dat alle migranten, overal, als personen worden erkend voor de wet en dat zij onpartijdig en niet-discriminerend worden behandeld.
Goede informatie aan migranten over hun rechten en plichten, goede procedures die overgangen van de ene status naar de andere vergemakkelijken, om onzekerheden over de status te verminderen en om individuele statusbeoordelingen voor migranten mogelijk te maken, ook voor degenen die uit de reguliere status zijn gevallen, zonder angst voor willekeurige uitzetting.
Voortbouwen op bestaande praktijken om migranten met een onregelmatige status gemakkelijker toegang te bieden tot een individuele beoordeling die kan leiden tot een regelmatige status, van geval tot geval en met duidelijke en transparante criteria, met name in gevallen waarin kinderen, jongeren en gezinnen zijn betrokken.
Specifieke steunmaatregelen om ervoor te zorgen dat migranten in crisissituaties in doorreislanden en bestemmingslanden toegang hebben tot consulaire bescherming en humanitaire hulp.
8. Levens redden:
- Opsporings- en reddingsoperaties.
- Verbod op collectieve uitzetting.
- Eerlijke afhandeling en individuele beoordelingen.
- Verbetering opvangcapaciteit.
- Ervoor zorgen dat de verstrekking van humanitaire hulp aan migranten niet als onwettig wordt beschouwd.
- Identificatie van gevaarlijke doorvoerroutes.
- Evaluatie van beleid dat ertoe leidt dat migranten op gevaarlijke doorvoerroutes vermist raken.
- Migranten in staat stellen om onverwijld met hun families te communiceren om hun te laten weten dat ze in leven zijn door de toegang tot communicatiemiddelen langs routes en op hun bestemming te vergemakkelijken, ook in detentiecentra.
- Oprichting van contactpunten voor gezinnen die op zoek zijn naar vermiste migranten.
- Verzamelen en systematiseren van gegevens over lijken en zorgen voor traceerbaarheid na hun begrafenis. Zorgen dat overleden migranten terug kunnen naar het land van herkomst. Zorgen voor de identificatie en het daaropvolgende herstel van de stoffelijke resten, zodat deze op een waardige manier worden behandeld.

9. Aanpak van mensensmokkel:
- Gezamenlijke aanpak van smokkelnetwerken.
- Slachtoffers van mensensmokkel mogen daarvoor niet vervolgd worden.
- Hulp aan en identificatie van gesmokkelde migranten.

10. Aanpak van mensenhandel: Bescherming en rechtshulp voor slachtoffers van mensenhandel.
11. Grensbewaking:
- Verbetering van internationale samenwerking op het gebied van grensbewaking.
- Speciale bescherming van kinderen en andere kwetsbare groepen.
- Herziening van sancties op onregelmatige binnenkomst of illegaal verblijf om ervoor te zorgen dat zij passend, billijk en niet-discriminerend zijn en in overeenstemming met eerlijke procedures en andere internationale verplichtingen.

12. Verbetering van migratieprocedures voor passende screening, beoordeling en doorverwijzing:
- Vereenvoudiging en transparanter maken van de migratieprocedures.
- Hulpverleners en overheidsfunctionarissen moeten worden getraind in mensenrechten en hulpverlening bij trauma's.
- Er moeten gendergevoelige en kindgevoelige verwijzingsprocedures komen, inclusief verbeterde screeningmaatregelen en individuele beoordelingen aan grenzen.
- Iedereen die legitiem beweert een kind te zijn, wordt als zodanig behandeld, tenzij anders bepaald door een multidisciplinaire, onafhankelijke en kindvriendelijke leeftijdsbeoordeling. Kinderen hebben recht op hulp door de Kinderbescherming en een aangewezen voogd.

13. Immigrantendetentie mag alleen als laatste redmiddel en voor de kortst mogelijke tijd. Wie in detentie zit heeft recht op rechtsbijstand en toegang tot de rechter. De staten moeten op zoek naar goede alternatieven, in de eerste plaats voor kinderen.
Migranten mogen niet willekeurig worden aangehouden, en beslissingen om te worden vastgehouden moeten zijn gebaseerd op de wet, evenredig zijn, een legitiem doel hebben en op individuele basis worden genomen, met volledige naleving met gepaste procedurele waarborgen, en vreemdelingenbewaring mag niet wordt ingezet als afschrikmiddel of gebruikt als een vorm van wrede, inhumane of vernederende behandeling.
14. Consulaire bescherming, bijstand en samenwerking gedurende de gehele migratiecyclus verbeteren:
De landen moeten hun onderdanen in het buitenland de mogelijkheid bieden zich te registreren bij het land van herkomst, als een middel om informatie, diensten en hulp aan migranten in nood te vergemakkelijken en zij moeten ervoor zorgen dat migranten toegang hebben tot relevante en tijdige informatie, bijvoorbeeld door hulplijnen en nationale digitale databanken op te zetten.
De landen moeten consulaire ondersteuning bieden aan hun onderdanen door middel van advies, onder meer over plaatselijke wetten en gebruiken, interactie met autoriteiten, financiële zaken en zakelijke vestiging, en door de uitgifte van relevante documentatie, zoals reisdocumenten en consulaire identiteitsdocumenten die toegang geven tot overheidsdiensten, hulp bij noodsituaties, het openen van een bankrekening en toegang tot betalingsfaciliteiten.
15. Basisvoorzieningen:
Migranten hebben recht op toegang tot basisvoorzieningen zoals gezondheidszorg en onderwijs. Er mag wel onderscheid worden gemaakt met staatsburgers maar dat mag niet leiden tot discriminatie. Er moeten servicepunten op lokaal niveau komen die inclusief zijn voor migranten, relevante informatie bieden over basisdiensten op een manier die geschikt is voor zowel geslacht als handicap en voor kinderen.
16. De landen moeten de integratie van migranten bevorderen, onder andere door:
- Bevorderen van culturele uitwisseling.
- Aanbieden van taalonderwijs en basiskennis over het ontvangende land.
- Ontwikkeling van beleid gericht op migranten inzake integratie van de arbeidsmarkt, gezinshereniging, onderwijs, non-discriminatie en gezondheid.
- Streven naar inclusieve arbeidsmarkten en volledige participatie van migrerende werknemers in de formele economie door de toegang tot waardig werk en werk waarvoor zij het meest gekwalificeerd zijn, te vergemakkelijken.
- Speciaal beleid gericht op het zelfredzaam maken van migrerende vrouwen.
- De participatie van migranten in de ontvangende samenleving te vergemakkelijken door migranten, leden van de gemeenschap, diasporaorganisaties, migrantenverenigingen en lokale autoriteiten te betrekken bij de interculturele dialoog, verhalen te delen, mentorschapsprogramma's en de ontwikkeling van zakelijke banden.
- Multiculturele activiteiten ondersteunen via sport, muziek, kunst, culinaire festivals, vrijwilligerswerk en andere sociale evenementen die wederzijds begrip en waardering van migrantenculturen en die van bestemmingsgemeenschappen vergemakkelijken.
- Goede schoolomgeving voor migrantenkinderen.

17. Bestrijden van discriminatie van migranten:
- Wetgeving die haatmisdrijven tegen migranten bestraft, en overheidsfunctionarissen opleiden om gewelddaden tegen migranten te identificeren, te voorkomen en erop te reageren, alsmede medische, juridische en psychosociale hulp bieden aan slachtoffers.
- Journalisten voorlichten over migratiegerelateerde kwesties, investeren in ethische rapportagestandaarden en reclame, en de toewijzing van overheidsfinanciering stoppen aan media die systematisch intolerantie, xenofobie, racisme en andere vormen van discriminatie jegens migranten promoten.
- Raciale, etnische en religieuze profilering van migranten door overheidsinstanties tegengaan.
- Openstelling van klachtenbureaus waar migranten terechtkunnen als zij discriminerende uitingen tegenkomen of demonstraties tegen migranten en hun gezinnen.
- Bewustmakingscampagnes gericht op migranten die de positieve bijdrage van veilige, ordentelijke en regelmatige migratie belichten.
- Migranten, politieke, religieuze en gemeenschapsleiders, evenals opvoeders en dienstverleners, aansporen om gevallen van intolerantie, racisme, xenofobie en andere vormen van discriminatie van migranten en diaspora op te sporen en te voorkomen.

18. Betere uitwisselbaarheid van diploma’s e.d. bevorderen.
19. Contact met de diaspora:
Voorwaarden scheppen voor migranten en diaspora om volledig te kunnen bijdragen aan duurzame ontwikkeling in alle landen, o.a. door landen van herkomst aan te moedigen contact te houden met "hun" migranten, door middel van bijvoorbeeld diaspora-contactpunten, o.a. op diplomatieke missies, en door hun politieke participatie en betrokkenheid in hun land van herkomst te bevorderen.
20. Snellere, veiligere en goedkopere overdracht van grensoverschrijdende geldovermakingen bevorderen.
21. Bevorderen van veilige terugkeer.
22. Overdraagbaarheid van sociale-zekerheidsrechten bevorderen.
23. Internationale samenwerking versterken voor veilige, ordelijke en reguliere migratie.

## Kritiek

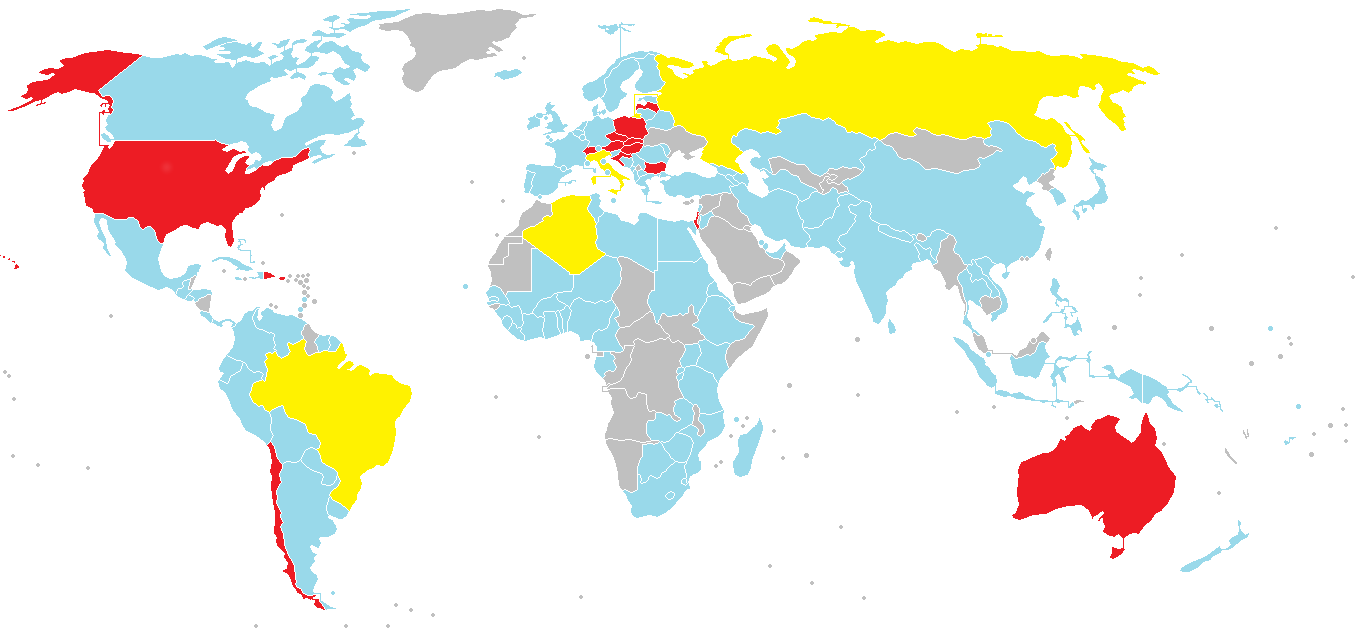
Zullen ondertekenen
Zullen niet ondertekenen
Overwegen niet te tekenen

De Oostenrijkse kanselier Sebastian Kurz wees het ontwerp af, vooral omdat het de nationale soevereiniteit zou ondermijnen en vanwege het ontbreken van onderscheid tussen asielzoekers en economische immigranten. Maar ook Australië, Estland, Israël Kroatië, Hongarije, Polen, en ook Tsjechië stonden afwijzend tegenover de ontwerptekst. De Verenigde Staten trokken zich eerder terug uit het overleg.
In Zwitserland, België, Nederland en Duitsland, waar de ondertekening aanvankelijk vanzelfsprekend leek, waren in de weken voorafgaand aan de stemming over de ontwerptekst kritische geluiden te horen. In Nederland en Duitsland kreeg het pact groen licht met een aanvullende, begeleidende tekst. Een dergelijke “interpretatieve nota” of verklaring werd ook in België voorgesteld als uitweg uit de impasse maar leidde uiteindelijk tot het einde van Regering-Michel I.
De belangrijkste bezwaren tegen het ontwerpverdrag zijn, volgens critici:
- het verdrag zou onvoldoende onderscheid maken tussen legitieme en illegale migratie
- het verdrag zou eenzijdig de positieve aspecten van migratie benadrukken
- hoewel het verdrag niet bindend is, stelt het wel uitdrukkelijk het “engagement” van de partijen vast. Dit zou door rechters kunnen geïnterpreteerd worden als soft law of leidraad bij vonnissen.

Veel van de bezwaren berusten op misverstanden over het "niet-bindende" karakter van het pact, dat vooral rechtse politici tot afwijzing brengt. Maar het pact is natuurlijk niet vrijblijvend. Alleen is het een ''afspraak tussen landen'' om te gaan werken aan een geïntegreerd migratiebeleid, zonder bepalingen waar individuen aanspraak op kunnen maken. De landen die ervoor getekend hebben, hebben zich wel verplicht tot actie, met name om aan beter beleid te werken. Nakoming van afspraken tussen landen kunnen echter niet via de rechter worden afgedwongen, doch uitsluitend via diplomatieke kanalen. 

### Kritiek in België
Aanvankelijk leek er geen probleem voor de Belgische regering om aanwezig te zijn bij de plechtige aanname van het pact in Marrakesh op 10 december 2018. Na de gemeenteraadsverkiezingen van oktober 2018 veranderde de situatie, gelet op het succes dat het Vlaams Belang boekte ten nadele van de (federale regeringspartij) N-VA. De N-VA greep het voornemen van andere landen zoals Oostenrijk en Zwitserland aan om zich ook te verzetten tegen een Belgische aanwezigheid in Marrakesh. Om de situatie te ontmijnen werd beslist om in de parlementaire commissie buitenlandse betrekkingen een deskundigenpanel samen te brengen om de inhoud en context van het pact door te lichten. Van de zes deskundigen weerlegden er vijf de bezwaren van de N-VA. Nog tijdens de vergadering van de parlementaire commissie lanceerde de N-VA een online campagne waarin ze zes zogenaamde pijnpunten van het pact naar voren bracht. De campagne werd na een aantal uur ingetrokken. N-VA fractievoorzitter Peter De Roover sprak over een fout in tonaliteit. Ook N-VA-voorzitter Bart De Wever distantieerde zich van de campagne, maar gaf bij Radio 1 aan dat de beelden ‘niet gemanipuleerd’ waren. In januari 2020 bleek dat de beelden wel gemanipuleerd waren. Vlaams Belang recupereerde nadien exact dezelfde beelden en bijschriften in een eigen campagne.

### Kritiek in Nederland
Ook in het Nederlandse parlement ontstond kritiek op de aanname van het Marrakesh-pact. Het Forum voor Democratie diende een motie van wantrouwen in tegen het tekenen van het pact. Andere partijen verwierpen dit voorstel echter.